# Theófrastos Georgiádis
Theófrastos Georgiádis (en grec moderne : Θεόφραστος Γεωργιάδης, 1885-1973) était un auteur et un enseignant grec. Son travail sur le centre urbain autrefois prospère de Moscopole, aujourd'hui un petit village de montagne du sud de l'Albanie, est considéré comme étant de grande valeur puisqu'il concerne la période précédant la destruction de la ville en 1916

## Biographie
Georgiádis est né à Moscopole, qui faisait alors partie de l'Empire ottoman, dans une région connue des Grecs sous le nom d'Épire du Nord. Il fut enseignant et directeur de l'école grecque locale jusqu'en 1916. Lorsque Moscopole a été ravagée par des bandes irrégulières pendant la Première Guerre mondiale, et que la plupart de ses bâtiments culturels furent détruits, il fut contraint de partir.

## Œuvres
Dans son volume intitulé Moschopolis, publié pour la première fois à titre posthume en 1975 à Athènes, Georgiádis effectue de brèves descriptions des 22 églises et chapelles de Moscopole, dont seules 5 survivent aujourd'hui. Il inclut des informations telles que les inscriptions des donateurs de chaque église, les registres des églises, ainsi que des descriptions du style architectural et de la décoration de chaque bâtiment. Par exemple, à propos de l'église des Saints Archanges Michel et Gabriel, il mentionne qu'elle possédait deux chapelles dédiées à Saint Spyridon et Saint Nahum, lesquelles sont aujourd'hui en ruines. Dans l'église de la Sainte Vierge, il note qu'une scène de l'Apocalypse était représentée dans le porche, lequel est aujourd'hui presque entièrement détruit. Par ailleurs, Georgiádis a également donné des détails sur plusieurs églises qui sont, aujourd'hui, complètement détruites, comme celle de Saint Euthyme.